# EPIC 206146957
EPIC 206146957 — одиночная звезда в созвездии Водолея на расстоянии приблизительно 608 световых лет (около 187 парсеков) от Солнца. Видимая звёздная величина звезды — +11,79m.
Вокруг звезды обращается, как минимум, одна планета.

## Характеристики
EPIC 206146957 — жёлтый карлик спектрального класса G. Масса — около 0,956 солнечной, радиус — около 0,87 солнечного, светимость — около 0,733 солнечной. Эффективная температура — около 5733 К.

## Планетная система
В 2018 году командой астрономов, работающих с фотометрическими данными в рамках проекта Kepler K2, было объявлено об открытии планеты.